# Mysteryland
Mysteryland — провідний фестиваль електронної танцювальної музики в Нідерландах, організований нідерландським промоутером ID&T. Будучи першим у своєму роді в країні на момент його заснування, його організатори назвали цей захід найстарішим фестивалем танцювальної музики в Нідерландах. Нещодавно він проводився в Haarlemmermeerse Bos у місті Гарлемермер; виставковий майданчик, де в 2002 році проходив голландський фестиваль садівництва Floriade. Традиційно проводиться в останні вихідні серпня; З 2015 року фестиваль змінився з одноденного на триденний з кемпінгом. Щороку Mysteryland приймає понад 100 000 відвідувачів із понад 100 країн.
У 2011 році в Чилі, вперше за межами Нідерландів, відбулася міжнародна версія Mysteryland
Mysteryland USA, американська версія Mysteryland. Вперше відбулася на вихідних у День пам’яті, у травні 2014 року, у Центрі мистецтв Бетел-Вудс, де в 1969 році проходив відомий фестиваль Вудсток. Головними учасниками були Kaskade, Moby, Steve Aoki, Dillon Francis та Flosstradamus. У 2017 році Mysteryland USA було скасовано.